# Gór (Hungria)
Gór é um município da Hungria, situado no condado de Vas. Tem 10,99 km² de área e sua população em 2015 foi estimada em 295 habitantes.